# Église Saint-Génis de Thuès-Entre-Valls
L'église Saint-Génis de Thuès-Entre-Valls est une église romane située à Thuès-Entre-Valls, dans le département français des Pyrénées-Orientales.

## Histoire
L'église Saint-Génis fut construite au XIe siècle, puis remaniée au XIIIe siècle. Elle est surmontée par une maison d'habitation.

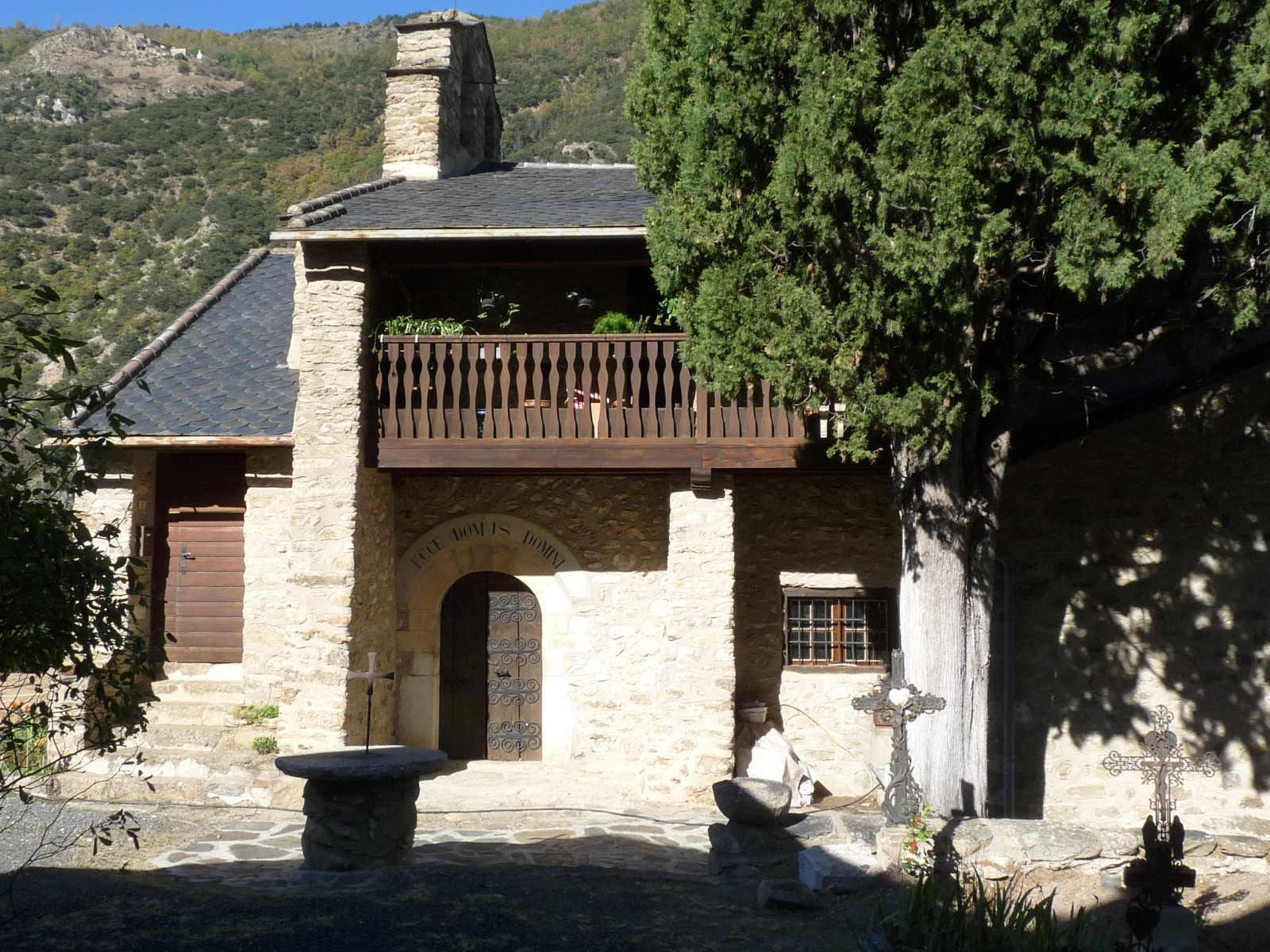
L'entrée de l'église, au sud
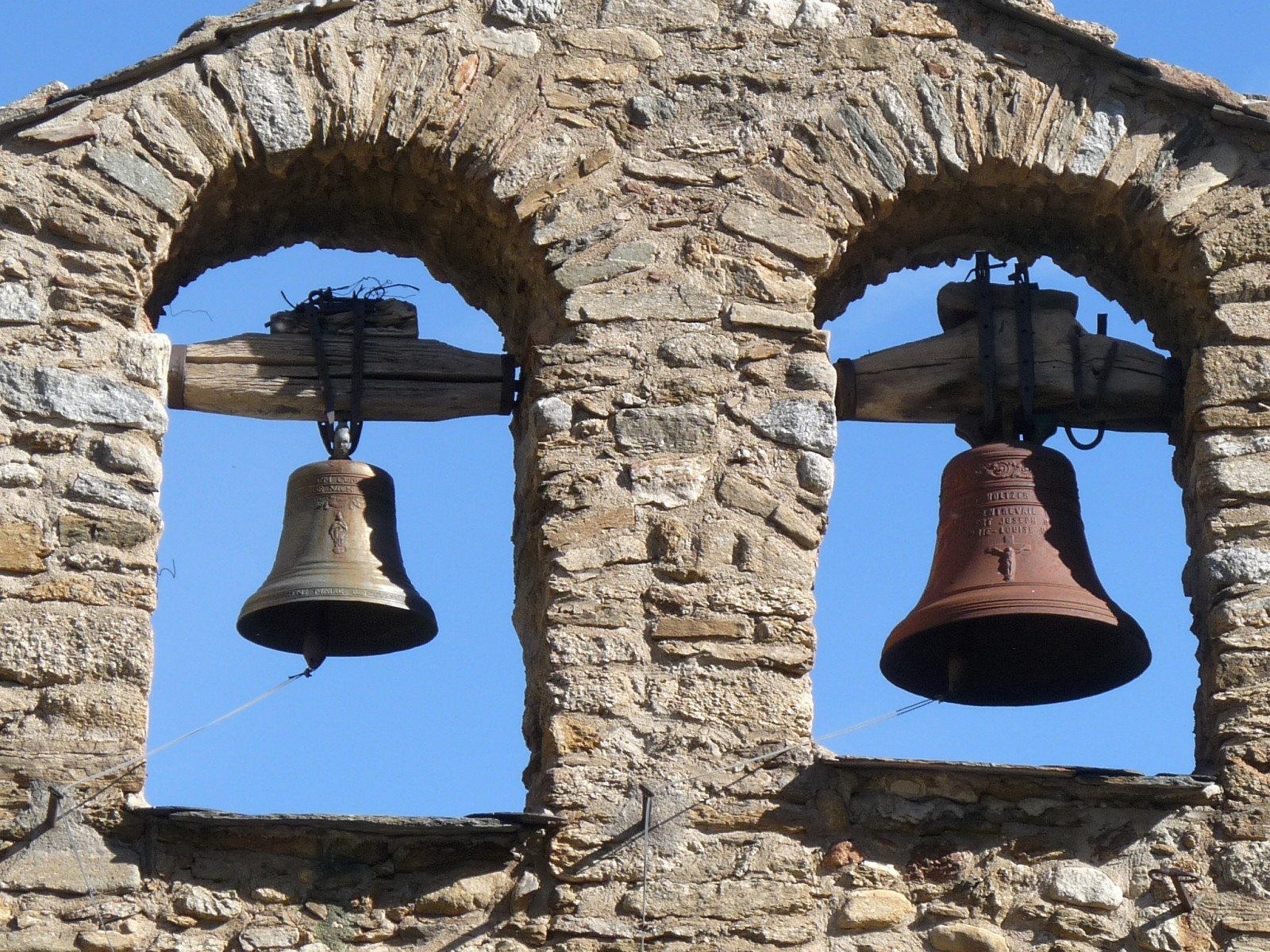
Le clocher
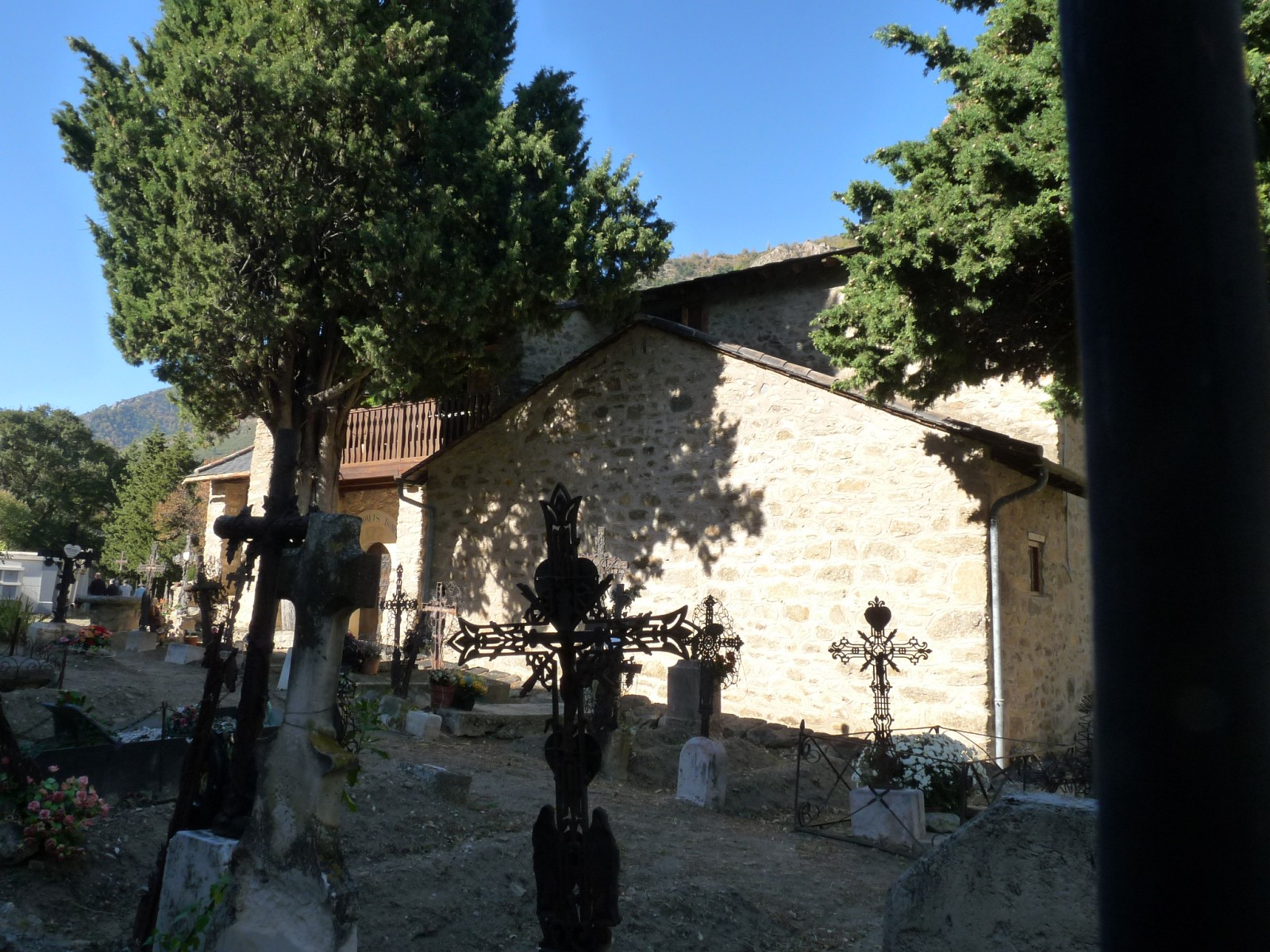
L'arrière de l'église, à l'est